# Antonio Labriola
Antonio Labriola, född 2 juli 1843 i Cassino, död 12 februari 1904 i Rom, var en italiensk marxist, författare och filosof. 
Labriola var från 1874 professor i filosofi i Rom. Han försökte tillämpa den materialistiska historieuppfattningens betraktelsesätt på alla samhällsvetenskaper. Bland hans skrifter märks Saggi intorno alla concezione materialistica della storia (1896–1898).
Labriola räknas till de första italienska marxisterna. Han influerade bland andra Benedetto Croce, Antonio Gramsci och Amadeo Bordiga.